# Емпайр (Колорадо)
Емпайр (англ. Empire) — місто (англ. town) в США, в окрузі Клір-Крік штату Колорадо. Населення — 345 осіб (2020).

## Географія
Емпайр розташований за координатами 39°45′35″ пн. ш. 105°40′58″ зх. д. / 39.75972° пн. ш. 105.68278° зх. д. (39.759822, -105.682842).  За даними Бюро перепису населення США в 2010 році місто мало площу 0,67 км², з яких 0,66 км² — суходіл та 0,01 км² — водойми.

## Демографія
Згідно з переписом 2010 року, у місті мешкали 282 особи в 163 домогосподарствах у складі 60 родин. Густота населення становила 421 особа/км².  Було 194 помешкання (290/км²).
Расовий склад населення:
| - 94,3 % — білих - 1,8 % — чорних або афроамериканців - 0,4 % — корінних американців - 2,5 % — осіб інших рас |

До двох чи більше рас належало 1,1 %. Частка іспаномовних становила 3,9 % від усіх жителів.
За віковим діапазоном населення розподілялося таким чином: 13,1 % — особи молодші 18 років, 75,9 % — особи у віці 18—64 років, 11,0 % — особи у віці 65 років та старші. Медіана віку мешканця становила 49,0 року. На 100 осіб жіночої статі у місті припадало 116,9 чоловіків;  на 100 жінок у віці від 18 років та старших — 118,8 чоловіків також старших 18 років.
Середній дохід на одне домашнє господарство  становив 58 490 доларів США (медіана — 41 250), а середній дохід на одну сім'ю — 78 424 долари (медіана — 73 750). За межею бідності перебувало 10,3 % осіб, у тому числі 7,7 % дітей у віці до 18 років та 0,0 % осіб у віці 65 років та старших.
Цивільне працевлаштоване населення становило 190 осіб. Основні галузі зайнятості: мистецтво, розваги та відпочинок — 33,2 %, сільське господарство, лісництво, риболовля — 11,6 %, роздрібна торгівля — 11,1 %.